# Cottage
Cottage, vyslovováno [kotyč], z anglického cottage cheese „chalupářský sýr“, je americký čerstvý sýr, typický svou konzistencí hrudek, které plavou ve smetaně. Tradičně se vyrábí metodou kyselého srážení, tedy bez použití syřidla. Podobá se  dalším čerstvým sýrům, jako je indický panýr nebo francouzský fromage blanc, především ale tvarohu a podobným produktům jako je skotský crowdie nebo anglický Olde York.
Hrudky mají v závislosti na postupu výroby různou pevnost, delší výroba většinou vede k tomu že jsou pevnější. Výsledný produkt ovlivňuje také tučnost použitého mléka a zda je při výrobě použita kyselina mléčná nebo kyselina citrónová. Cottage má vysoký obsah vápníku, ale málo tuku a kalorií. Ve 100 g lze nalézt zhruba 100 kcal, 4,5 g tuku, 2,7 g sacharidů a 12,5 g bílkovin. Používá se jako náplň sendvičů, slaných koláčů i sladkého pečiva, při zapékání, na pomazánky, do salátů nebo například smíchaný s ovocem.
Ve Švédsku se pro cottage užívá výrazu keso, které však neoznačuje žádný tradiční sýr, ale jedná se zobecněný obchodní název cottage vyráběného mlékárnou Arla, který vychází ze španělského queso „čerstvý“. Ve Finsku se používá slovo raejuusto „zrnkový sýr“.

## Výroba
Původ cottage souvisí s výrobou másla na jehož výrobu je potřeba z mléka oddělit tučnou smetanu. Zbytkovým produktem tohoto procesu je odstředěné mléko, které bylo ponecháno v teple než se začala díky přirozeně se v něm vyskytujícím bakteriím mléčného kvašení srážet. Vzniklá sýřenina pak byla nakrájena a při nízké teplotě byla vařena dokud se nezpevnila a neztratila většinu syrovátky. Následně byly kousky sýřeniny propláchnuty studenou vodou a vloženy do cedníku. Když byly suché ochutily se solí a podávaly s trochou smetany.
Moderní metoda výroby cottage umožnila dobu kvašení zkrátit na čtyři až šest hodin. Zahrnuje přidání startovní kultury mléčných bakterií a také syřidla. Proces je urychlen také vyšší teplotou při zahřívání sýřeniny. Smetana, kterou bývala sýřenina tradičně doplněna, je nahrazena méně tučnou nebo mlékem, při čemž k zahuštění je někdy přidáván škrob. Cottage je někdy doplňován o ochucují složku, například o různé ovocné příchutě jako jablko nebo ananas. V důsledku změn při výrobě tohoto sýru cottage ztrácí svoji typickou nasládle kyselou chuť a výrazné aroma.

## Dějiny
Cottage je založen na různých sýrech střední a východní Evropy, které byly přineseny přistěhovalci do Spojených států. Na počátku 19. století byla jeho výroba spojena především se severovýchodem země a cottage byl znám také jako New York cheese, country-style cottage cheese nebo prostě farmer cheese. Později se však prosadil název cottage cheese, výrazem farmer cheese pak byl myšlen podobný čerstvý sýr, ale bez typických hrudek. Jiří Kopáček, šéf Českomoravského svazu mlékárenského namísto toho tvrdí že cottage je původem anglický sýr.
Ve Spojených státech byla konzumace cottage propagována už za 1. světové války, jako náhradní zdroj bílkovin místo masa, které mělo být ponecháno vojákům. Největší rozmach konzumace byl spojen s dobou po 2. světové válce, kdy byly vyvinuty moderní metody výroby, a v zemi probíhal „baby boom“, a tak bylo nutno levně nakrmit rychle rostoucí populaci. V důsledku centralizace produkce ale ve Spojených státech zaniklo mnoho malých výrobců toho sýra.